# Elaeocarpus tremulus
Elaeocarpus tremulus là một loài thực vật có hoa trong họ Côm. Loài này được Tirel & McPherson mô tả khoa học đầu tiên năm 2006.